# 조지 크럼
조지 헨리 크럼(영어: George Henry Crumb, 1929년 10월 24일 ~ 2022년 2월 6일)은 미국의 아방가르드 서양 고전 음악 작곡가이다. 
웨스트버지니아주 찰스턴에서 출생하였으며, 일리노이대학교와 미시간대학교를 졸업한 후 버크셔뮤직센터에서 공부했다. 1955년부터 2년간 독일 작곡가 보리스 블라허로부터 배웠다. 1959년~1964년 콜로라도대학교에서 작곡을 가르쳤으며, 1965년 이후에는 펜실베니아대학교에서 가르쳤다. 곡의 특정부분에 혀차는 소리,고함 소리 등의 음성 효과를 표현하는 혁신적인 기법으로 잘 알려져 있다.
2022년 2월 6일, 펜실베이니아주 미디어의 자택에서 사망했다.

## 작품

### 관현악
- 겟세마네(1947)
- 디프티카(1955)
- 대편성 관현악을 위한 변주곡(1959)
- 시간과 강의 메아리(1967)
- 귀신 풍경(1984)

### 보컬
- 목소리,클라리넷,피아노를 위한 4개의 가곡(1945)
- 목소리와 피아노를 위한 7개의 가곡(1946)
- 목소리와 피아노를 위한 초기 가곡(1947)
- 목소리와 피아노를 위한 그리스어 가사의 순환(1950)
- 소프라노,피아노,2개의 타악기를 위한 밤의 음악(1963,개정 1976)
- 소프라노,비프라폰,더블베이스,플루트,타악기,하프를 위한 마드리갈(1965~1969)
- 바리톤,기타,더블베이스,피아노,하프시코드,2개의 타악기를 위한 노래,저음 그리고 죽음의 후렴(1968)
- 알토,플루트,밴조,첼로,타악기를 위한 달의 밤(1969)
- 메조소프라노,소프라노,오보에,만돌린,하프,피아노,3개의 타악기를 위한 오래된 어린이의 목소리(1970)
- 메조소프라노,플루트,리코더,관현악,시타르,3개의 타악기를 위한 영원한 빛(1971)
- 소프라노와 피아노를 위한 환영(1980)
- 메조소프라노와 피아노를 위한 잠자는 자(1984)
- 소프라노,플루트,하프를 위한 페데리코의 소곡(1986)
- 소프라노,타악4중주,피아노를 위한 언덕으로(2001)
- 소프라노,타악4중주,피아노를 위한 생명의 강(2003)
- 소프라노,타악4중주,피아노를 위한 시간 너머 여행(2003)
- 소프라노,타악4중주,피아노를 위한 운명의 바람(2004)
- 소프라노,타악4중주,피아노,바리톤을 위한 잊혀진 세계에서의 목소리(2007)
- 소프라노,타악4중주,피아노,바리톤을 위한 지구의 아침부터 목소리(2008)

### 실내악
- 플루트와 클라리넷을 위한 관악 2중주(1944)
- 바이올린과 피아노를 위한 소품(1945)
- 바이올린 소나타 제1번(1949)
- 현악 3중주 제1번(1952)
- 오보에와 피아노를 위한 목사의 소품(1952)
- 바이올린 소나타 제2번(1953)
- 현악 4중주(1954)
- 무반주 첼로 소나타(1955)
- 바이올린과 피아노를 위한 야상곡(1964)
- 바이올린,플루트,클라리넷,피아노를 위한 가을의 메아리(1965)
- 현악 4중주를 위한 검은 천사(1970)
- 플루트,첼로,피아노를 위한 고래의 음성(1971)
- 2대의 피아노와 2대의 타악기를 위한 여름의 저녁을 위한 음악(1974)
- 바이올린,피아노,첼로,타악기,2개의 하모니카를 위한 꿈의 순서(1976)
- 2인의 피아니스트를 위한 천체 역학(1979)
- 현악 3중주 제2번(1982)
- 플루트와 3개의 타악기를 위한 사생아를 위한 자장가(1986)
- 2인의 피아니스트를 위한 시대 사조(1988)
- 기타,색소폰,하프,더블베이스,2대의 타악기를 위한 탐구(1994)
- 기타와 타악기를 위한 개의 세계(1998)
- 2인의 피아니스트를 위한 내세의 울림(2003,개정 2006)

### 독주곡
- 피아노 소나타(1945)
- 전주곡과 토카타(1951)
- 피아노 소품(1962)
- 피아노 독주를 위한 대우주(1972~1973)
- 피아노 독주를 위한 1979년의 성탄절을 위한 모음곡(1980)
- 피아노 독주를 위한 현명한 변주곡(1981)
- 오르간 독주를 위한 목가적인 저음(1982)
- 피아노 독주를 위한 행렬 식서(1983)
- 편종 독주를 위한 부활절의 새벽(1991)
- 피아노 독주를 위한 작은 밤의 음악(2002)

### 합창곡
- 할렐루야(1948)